# IT-Management
Informationstechnikmanagement (kurz: IT-Management) thematisiert die Steuerung der IT. Die IT ist für das IT-Management in einem weiteren Sinne zu verstehen, das heißt zusätzlich zu der Informationstechnik gehören zu der IT auch die mit der Erstellung und Nutzung der Informationstechnik in Zusammenhang stehenden Aspekte, wie zum Beispiel die Ziele, die Aufgaben und die Aufgabenträger. Hinzu kommt, innerhalb von Unternehmen und Organisationen, die enge Interaktion zwischen IT und anderen Fachabteilungen (wie beispielsweise Marketing, Controlling, Finanzen), wobei die Aufgabe des IT-Managements darin besteht, diesen Abteilungen die bestmögliche Nutzung von Informationstechnik für ihre spezifischen Aufgaben sowohl zu vermitteln als auch zu ermöglichen.

## Definitionen des IT-Managements
Die einleitende Begriffserklärung ist sehr allgemein und tatsächlich existieren auch konkretere Definitionen zum IT-Management:
1. IT-Management beschäftigt sich mit der Erforschung und dem Verständnis der Informationstechnik als Unternehmensressource, welche sowohl die strategischen und operativen Fähigkeiten eines Unternehmens bei der Gestaltung und Entwicklung von Produkten und Dienstleistungen für die maximale Zufriedenheit der Kunden, die Produktivität des Unternehmens, die Rentabilität und Wettbewerbsfähigkeit gewährleistet.[1]
2. „Strategisches IT-Management ist [...] eine [...] Managementaufgabe, die den Geschäftserfolg direkt beeinflusst, indem sie den Wertbeitrag der IT zum Unternehmenserfolg steigert und gleichzeitig die mit der IT verbundenen Risiken und Kosten minimiert.“[2]

Zu 1.) Die Definition ist auf den ersten Blick sehr griffig. Allerdings postuliert sie, dass IT-Management in Unternehmen stattfindet und grenzt damit andere Organisationen unnötig aus. Es wird eine endliche Liste von Zielen des IT-Managements genannt, jedoch existieren auch andere Ziele, z. B. ist für manche Organisationen die Sicherheit das wichtigste Ziel. IT-Management beschäftigt sich keinesfalls nur mit der „Erforschung und dem Verständnis“, sondern auch mit der konkreten Umsetzung in Organisationen. Teilweise wird dabei sogar bewusst – zugunsten einer einfachen Umsetzung – auf eigene Erkenntnisse verzichtet (Stichwort: Best Practice).
Zu 2.) Die zweite Definition geht ebenfalls von einem Unternehmen aus und es stellt sich die Frage, was ein „Wertbeitrag“ ist. Auch hier werden nicht alle Einsatzbereiche des IT-Managements berücksichtigt, z. B. darf es beim IT-Management in einem Kernkraftwerk nicht um Kostenminimierung gehen. Generell ist eine „gleichzeitige“ Minimierung von Kosten und Risiken nicht möglich, wenn die Minimierung von Risiken mit Kosten verbunden ist.
Die Existenz unterschiedlicher Definitionen zum IT-Management und die Kritik an diesen Definitionen zeigt deutlich die Unschärfe des IT-Managements und die Schwierigkeit das IT-Management mit einer griffigen und gleichzeitig allgemeingültigen Definition zu beschreiben. Es ist daher hilfreich, das komplexe Thema IT-Management zunächst in einzelne Teile zu zerlegen. Die nachfolgende Aufteilung in Aufgabenbereiche des IT-Managements stellt einen Ansatz dazu dar, siehe Abbildung. Es gibt allerdings auch andere Möglichkeiten der Aufteilung, die für die konkrete Umsetzung des IT-Managements in Organisationen nützlicher sein können z. B. die Identifikation relevanter Steuerungsobjekte, etwa der konkreten Stakeholder und der konkreten Ziele des IT-Managements.

## Aufgabenbereiche des IT-Managements

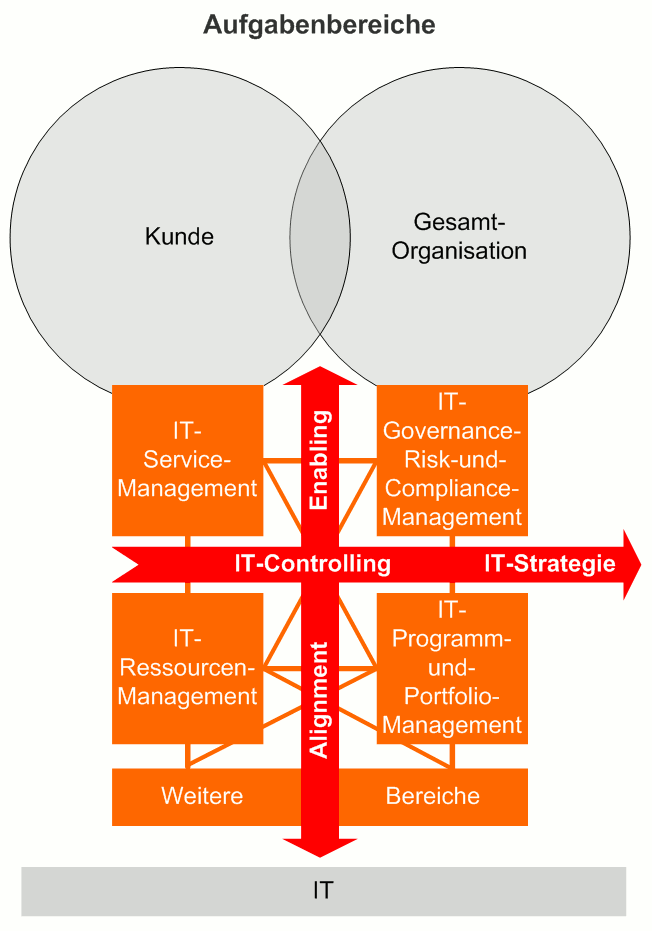
Darstellung der Aufgabenbereiche des IT-Managements

Das IT-Management bewegt sich zwischen der IT auf der einen und den Kunden der IT sowie der Gesamt-Organisation, welche die IT einbettet, auf der anderen Seite. Die Kunden sind die Leistungsempfänger der IT, dabei kann es sich sowohl um externe Kunden als auch um interne Kunden handeln. Die Gesamt-Organisation bettet die IT als einen Leistungsbereich unter anderen ein. Andere Leistungsbereiche sind z. B. das Marketing oder die Produktion. Die Gesamt-Organisation kann, muss aber nicht, mit dem Kunden der IT identisch sein. Beispielsweise arbeitet die interne IT-Abteilung eines Unternehmens für die Fachabteilungen dieses Unternehmens als Kunden und dieses Unternehmen stellt gleichzeitig die Gesamt-Organisation dar. In einem anderen Beispiel, einer Unternehmensberatung, werden IT-Leistungen für externe Kunden erbracht. Die Gesamt-Organisation wäre in diesem Fall die Unternehmensberatung, die nicht mit dem Kunden identisch ist. Es ist wichtig beide Bereiche getrennt voneinander zu betrachten, weil die Interessenlage eine andere ist und das IT-Management dies in unterschiedlichen Aufgabenbereichen berücksichtigt.
Kernbereiche des IT-Managements sind:
- Das Alignment thematisiert die Ausrichtung der IT an den Bedürfnissen des Kunden und der Gesamt-Organisation.
- Das Enabling widmet sich der Tatsache, dass die IT nicht nur passiv die Fachabteilungen unterstützt, sondern mithilfe neuer Technologien auch aktiv neue geschäftliche Chancen ermöglicht. Teilweise spricht man bei einer gemeinsamen Betrachtung des Alignment und des Enabling von Alignment im weiteren Sinne.
- Die IT-Strategie zeigt auf, wohin sich die IT in der Zukunft entwickeln soll. Dabei muss die IT-Strategie immer mit der Unternehmensstrategie kombiniert werden, da IT in Unternehmen niemals nur zum Selbstzweck agiert.
- Das IT-Controlling stellt Kennzahlen bereit, die zur Steuerung der IT in Richtung der gewählten IT-Strategie dienen.

Alle Bereiche sind miteinander verbunden. So muss die IT-Strategie unter Berücksichtigung der organisationsspezifischen Bedürfnisse nach einem Alignment und Enabling erstellt werden und die IT-Strategie muss so formuliert sein, dass mithilfe der Informationen des IT-Controlling überprüft werden kann, ob sich die IT in die Richtung dieser Strategie bewegt.
Das IT-Management als Ganzes muss die Koordinationsleistung erbringen, folgende Aufgabenbereiche aufeinander abzustimmen:

### IT-Service-Management
Das IT-Service-Management (ITSM) beschreibt, wie die IT zu ihren Kunden hin ausgerichtet wird. Dabei wird die IT als Dienstleister – resp. Service Provider – aufgefasst, der eine definierte und mit einem Preis versehene Leistung zu erbringen hat. Bei den Kunden kann es sich sowohl um externe als auch um interne Kunden handeln.

### IT-Governance-, Risk- und Compliance-Management
Die Ausrichtung der IT zur Gesamt-Organisation und die Führung der IT durch diese Gesamt-Organisation ist das Thema der IT-Governance. Die Bereiche IT-Risk-Management und IT-Compliance sind eng mit der IT-Governance verbunden; sie werden häufig als Einheit gesehen und dann als IT-GRC bezeichnet. IT-Risk-Management hat die Erfassung, die Bewertung und die Behandlung von Risiken der IT zum Inhalt. IT-Compliance thematisiert die Steuerung der Einhaltung von Regelungen, insbesondere von Gesetzen, aber auch von Regelungen mit Kunden und Lieferanten.

### IT-Ressourcen-Management
Das IT-Ressourcen-Management steuert die Einsatzmittel und das Personal der IT. Einsatzmittel sind vor allem die technischen Komponenten, z. B. Hard- und Software. Das Personal sind die Menschen, die in der IT arbeiten. Das Verhältnis zwischen der IT und den Menschen, die dort arbeiten, ist mittlerweile sehr variantenreich. Während früher vor allem eigene Mitarbeiter vor Ort für die IT tätig waren, sind dies heute auch Freiberufler und Angestellte anderer Firmen, z. B. von Unternehmensberatungen. Teilweise sind ganze Bereiche an andere Firmen ausgelagert und teilweise werden Aufgaben in anderen Ländern bearbeitet. Diese neuen Formen der Arbeitsteilung für die eigene IT zu organisieren, ist ein Schwerpunkt des IT-Ressourcen-Managements.

### IT-Programm- und Portfolio-Management
Das IT-Programm-Management bündelt Leistungen der IT zu Leistungsbereichen, z. B. Anwendungsentwicklung, Netzwerkbetrieb oder Innovationsberatung. Innerhalb dieser Programme werden später konkrete Leistungen geplant und erbracht. Das IT-Portfolio-Management bewertet die einzelnen Leistungen hinsichtlich ihrer Konformität mit der Gesamtsituation. Somit stellt das IT-Programm-und-Portfolio-Management die Verbindung der IT-Strategie mit der tatsächlichen Leistungserbringung dar.
Alle Aufgabenbereiche hängen zusammen und sind nicht überschneidungsfrei voneinander abzugrenzen. Neben den genannten Aufgabenbereichen gibt es auch noch weitere Themenfelder, die eine mehr oder weniger hohe Relevanz aufweisen und die dem IT-Management mehr oder weniger zuzuordnen sind, z. B. das technische IT-Architektur-Management.

## Werkzeuge des IT-Managements
Verschiedene Softwarelösungen unterstützen Unternehmen bei dem Aufbau und der Weiterentwicklung des IT-Managements. Mit ihrer Hilfe lassen sich die unterschiedlichen Bereiche des IT-Managements modellieren und verwalten.
- Software AG: ALFABET (ehem. planningIT)
- BOC: ADOit
- MEGA: MEGA Suite
- rimacon: rimacon omniSuite
- Software AG: ARIS
- Troux Technologies: Troux Enterprise Suite

## Qualifikationsmaßnahmen
Die Universität Hamburg bietet seit dem Wintersemester 2010/2011 mit dem konsekutiven Masterstudiengang IT-Management und -Consulting erstmals in Deutschland einen spezifischen universitären Ausbildungsweg für das IT-Management an. Die Technische Hochschule Köln startet zum Wintersemester 2017/2018 mit dem Bachelorstudiengang IT-Management (Informatik).
Weitere universitäre Studienangebote mit Schwerpunkt IT-Management sind die Bachelor- und Masterstudiengänge International Information Systems Management der Otto-Friedrich-Universität Bamberg sowie der konsekutive Masterstudiengang International Information Systems der Friedrich-Alexander-Universität Erlangen-Nürnberg.
Die ICN Business School in Nürnberg bietet seit dem Wintersemester 2011/2012 Computing Management und IT Management für den Bachelor-Studiengang Business Administration in international Management (BBA).
Eine nebenberufliche Ausbildung bietet die private, staatlich anerkannte Fachhochschule der Wirtschaft mit dem konsekutiven Masterstudiengang IT-Management and Information Systems an.
Daneben bieten viele weitere öffentliche und private Hochschulen Masterstudiengänge für IT-Management und angrenzende Bereiche an.